# Alpinia purpurata
Alpinia purpurata K.Schum.,  platanillo, en una especie fanerógama de la familia Zingiberaceae, y es nativa de Malasia; y se halla naturalizada mundialmente, como en Colombia en el departamento de Cundinamarca: en las zonas planas, cerros y lomeríos del altiplano cundiboyacense, y también en el Putumayo, Amazonas y en Caqueta. Crece en Florida, en general, donde no hay heladas. Prefiere sombra parcial y humedad, aunque puede tolerar pleno sol. Tiene tendencia a expandirse casi como una maleza. 

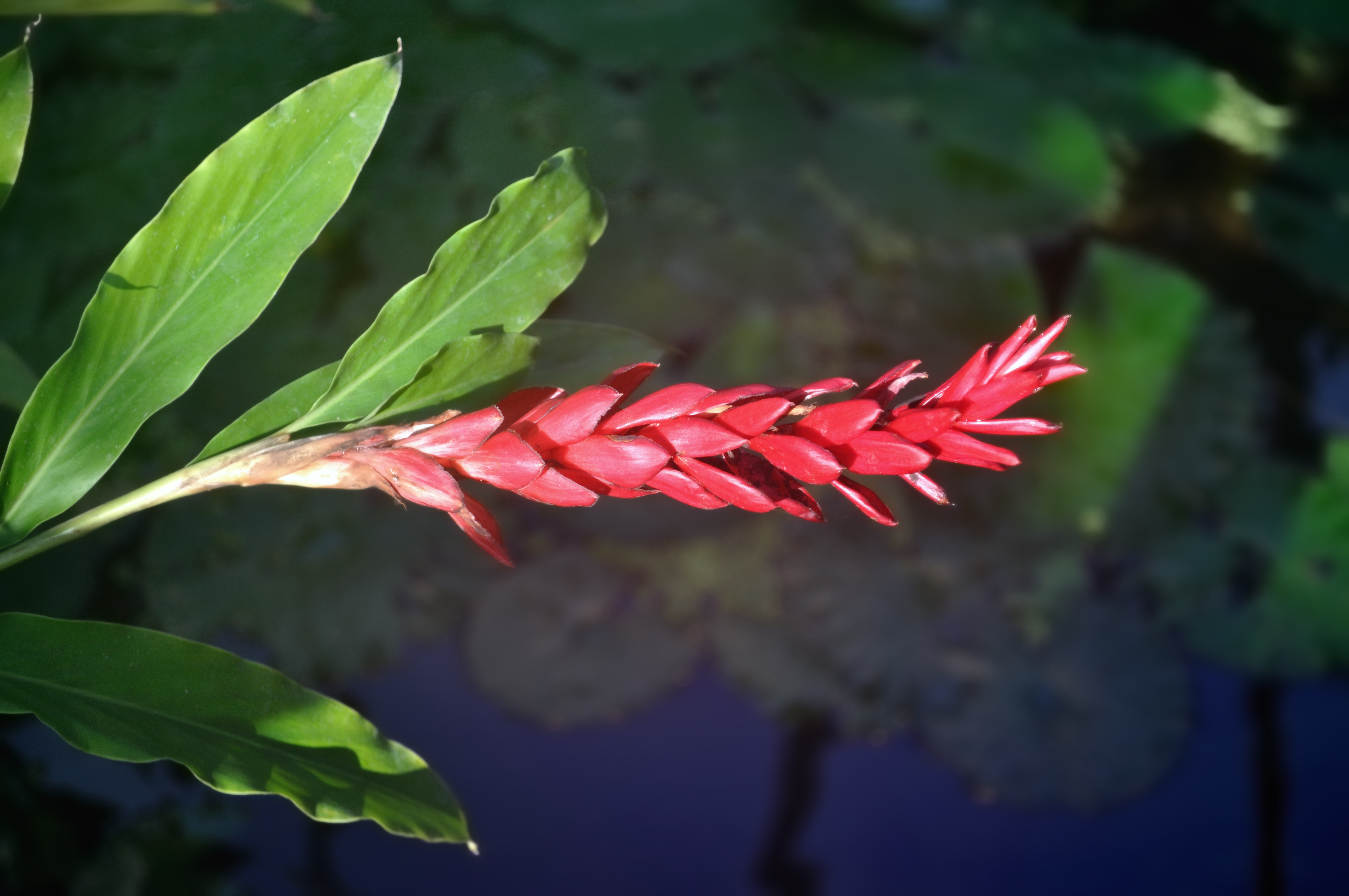
Detalle de la planta

## Descripción
Son hierbas que alcanzan un tamaño de 0.8–2.5 (–7) m de alto. Hojas angostamente elípticas, de 20–50 (–80) cm de largo y 3.5–15 cm de ancho, ápice agudo, base cuneada, glabras; lígula 5–8 mm de largo. Inflorescencia un torso espiciforme erecto, de 8–25 (–90) cm de largo y 3.5–8 cm de ancho, cincinos con 1–5 flores, brácteas obovadas, 3–5 cm de largo, obtusas a agudas, glabras a pubérulas, rojas, bractéolas tubulares, 20–40 mm de largo, pedicelos 1–2 mm de largo; cáliz 10–20 mm de largo; corola 30–50 mm de largo, glabra, blanca; labelo hasta 55 mm de largo, blanco, estaminodios laterales petaloides. Cápsula subglobosa, hasta 30 mm de diámetro; semillas rojas, arilo ausente.

## Distribución y hábitat
Es una especie originaria de Polinesia. Es cultivada como planta ornamental en todos los trópicos.

## Usos
- Ornamental.
- Como envoltura para alimentos
- Conservación de pequeños cauces
- En la cocina para aderezar alimentos y bebidas
- En la medicina natural

## Taxonomía
Alpinia purpurata fue descrito por (Vieill.) K.Schum. y publicado en Das Pflanzenreich' IV. 46(Heft 20): 323, f. 40A. 1904. 
Etimología
Alpinia: nombre genérico que fue otorgado en honor del botánico italiano Prospero Alpini.
purpurata: epíteto latíno que significa "de color púrpura"
Sinonimia
- Alpinia grandis K.Schum.
- Guillainia novo-ebudica F.Muell.
- Guillainia purpurata Vieill.	basónimo
- Languas purpurata (Vieill.) Kaneh.[3]

## Galería

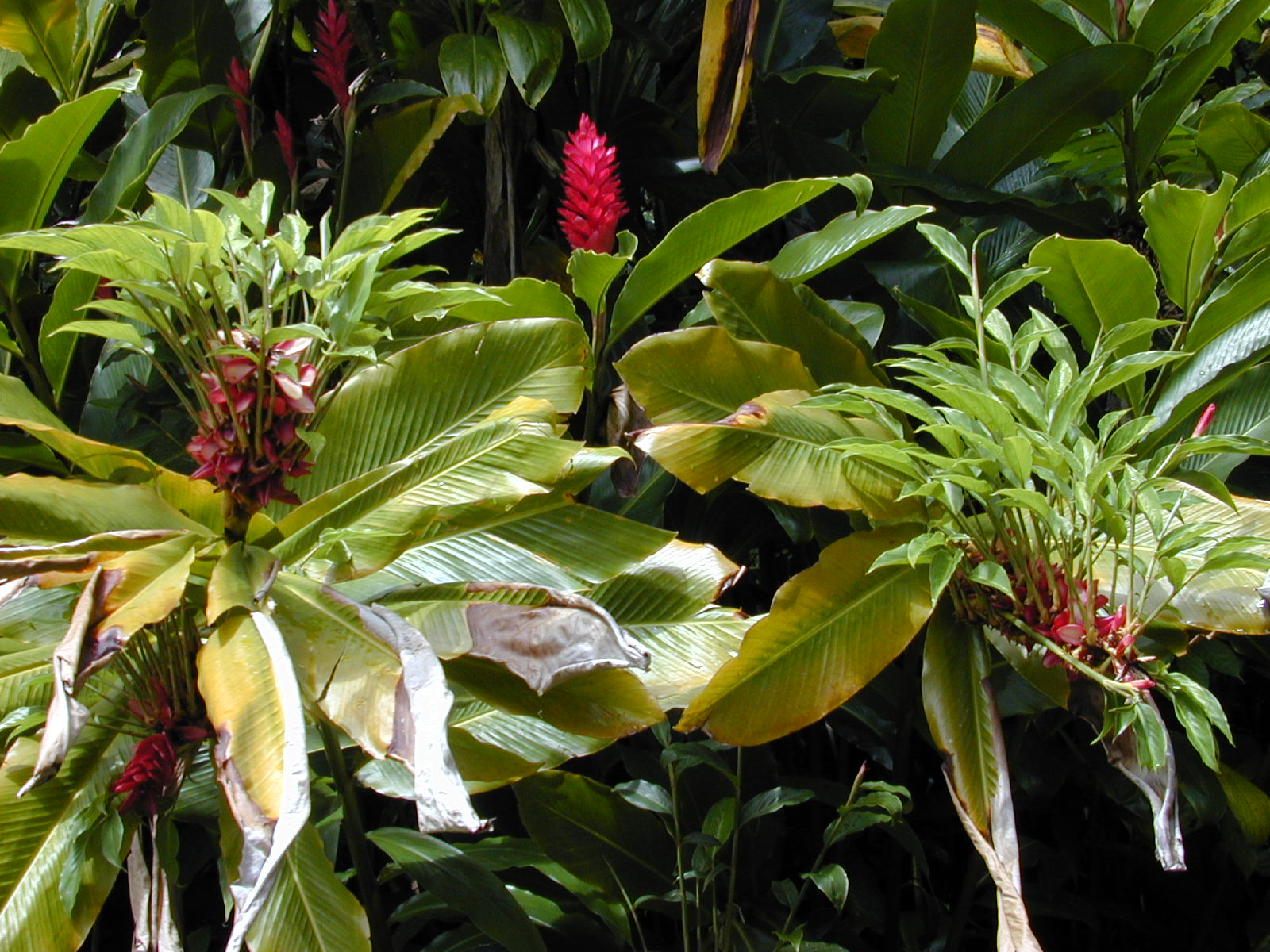
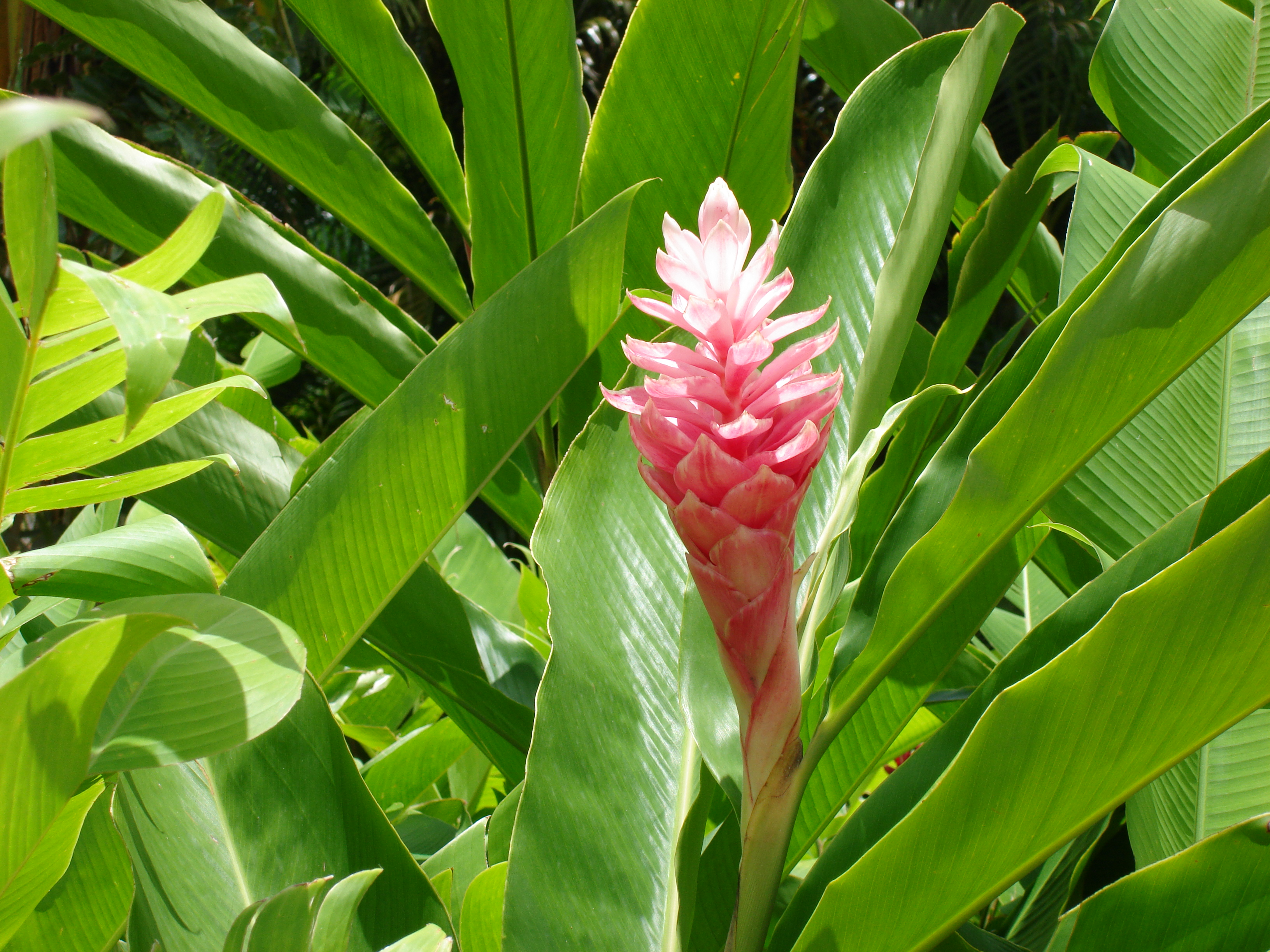
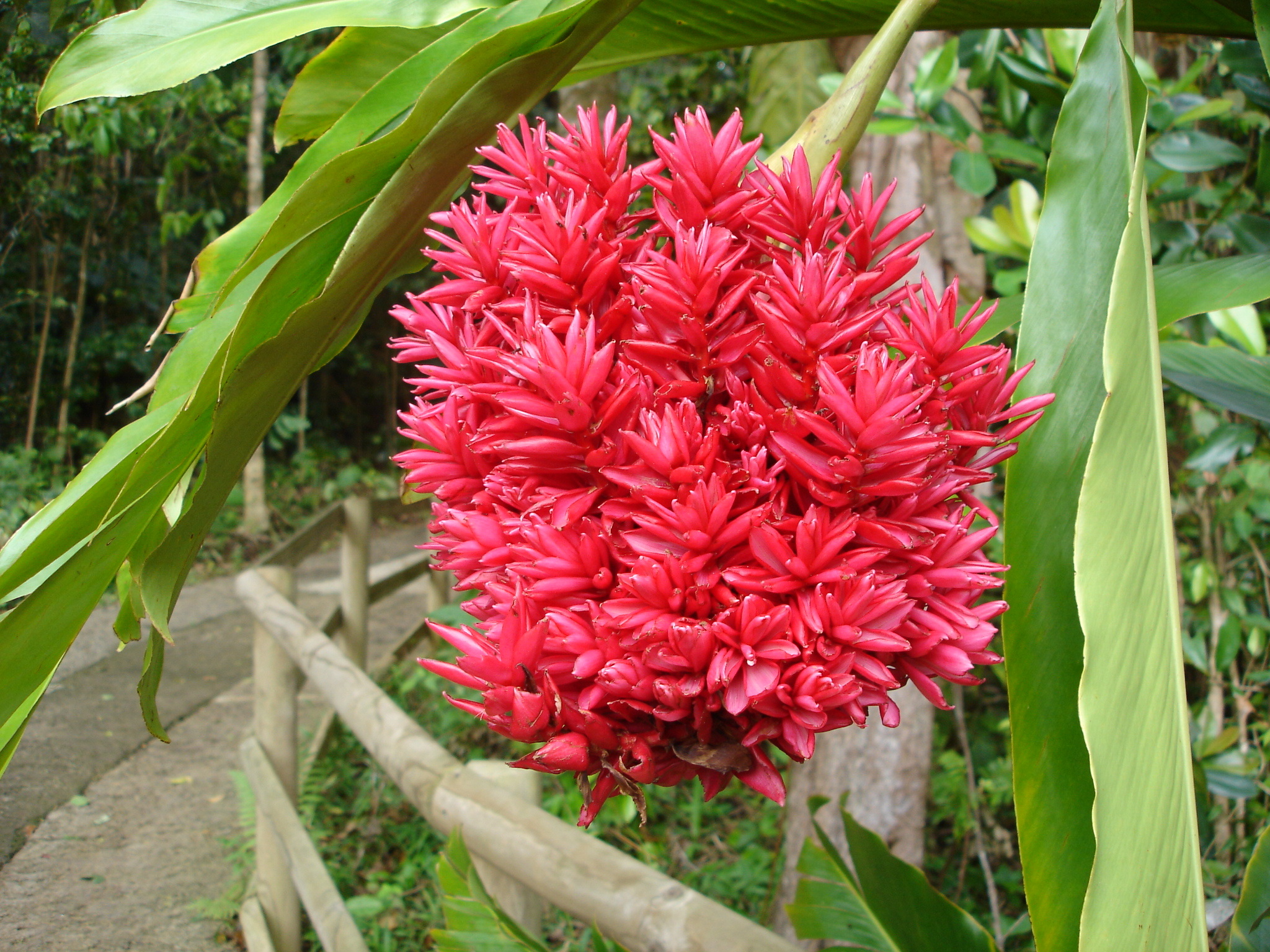
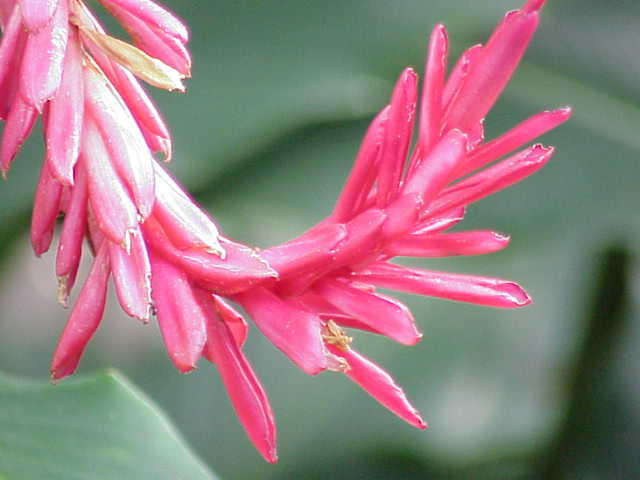
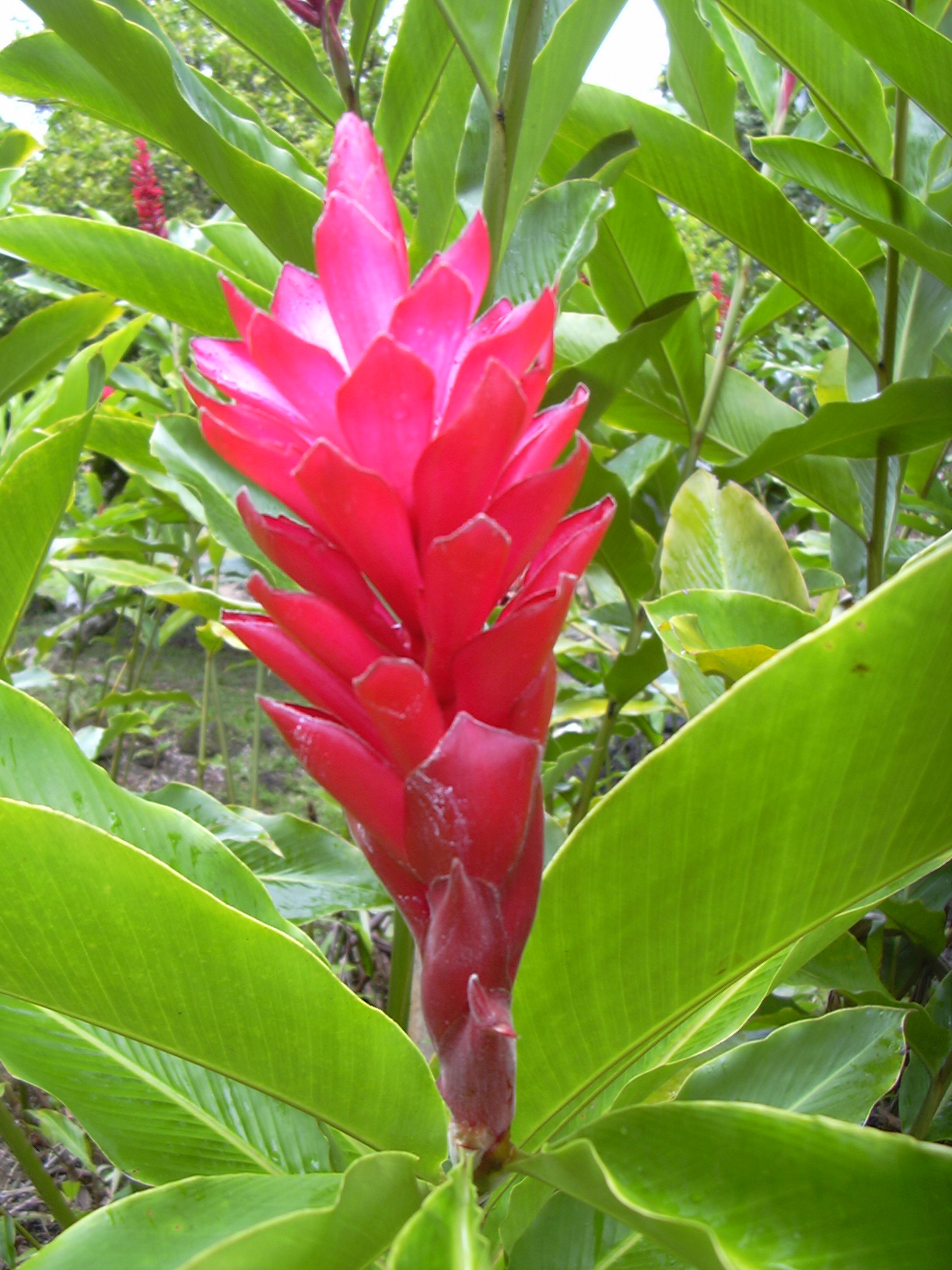
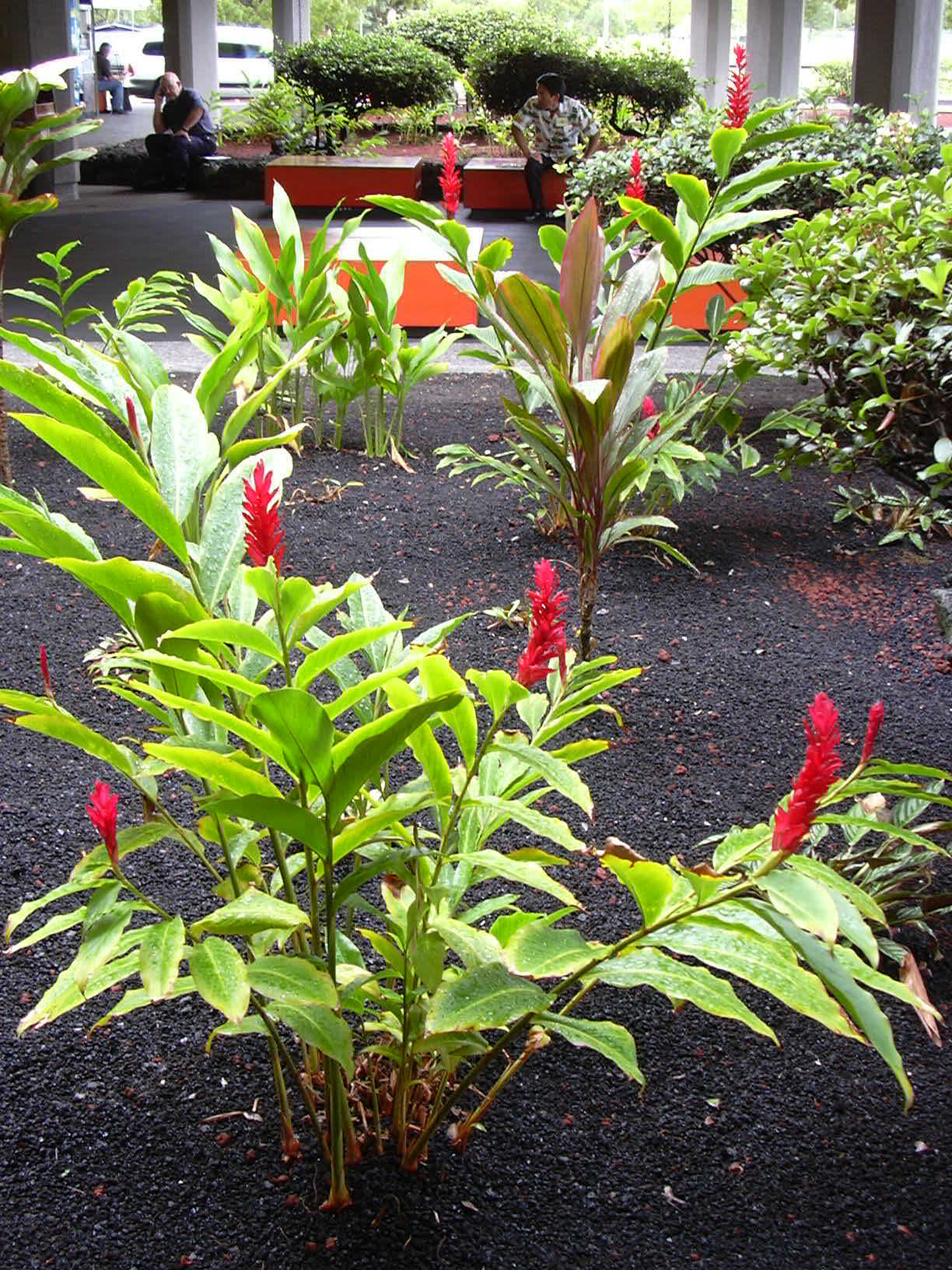
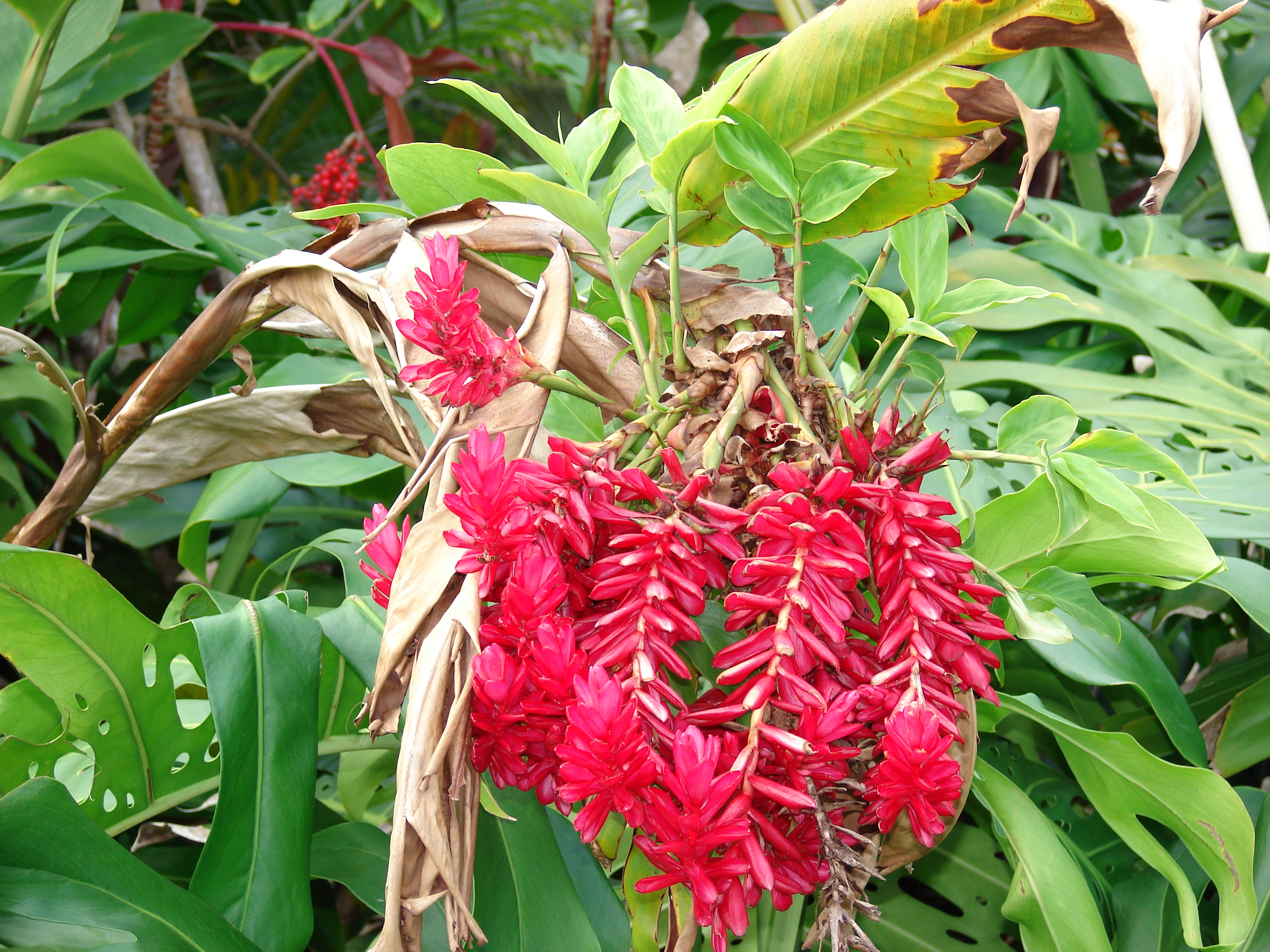
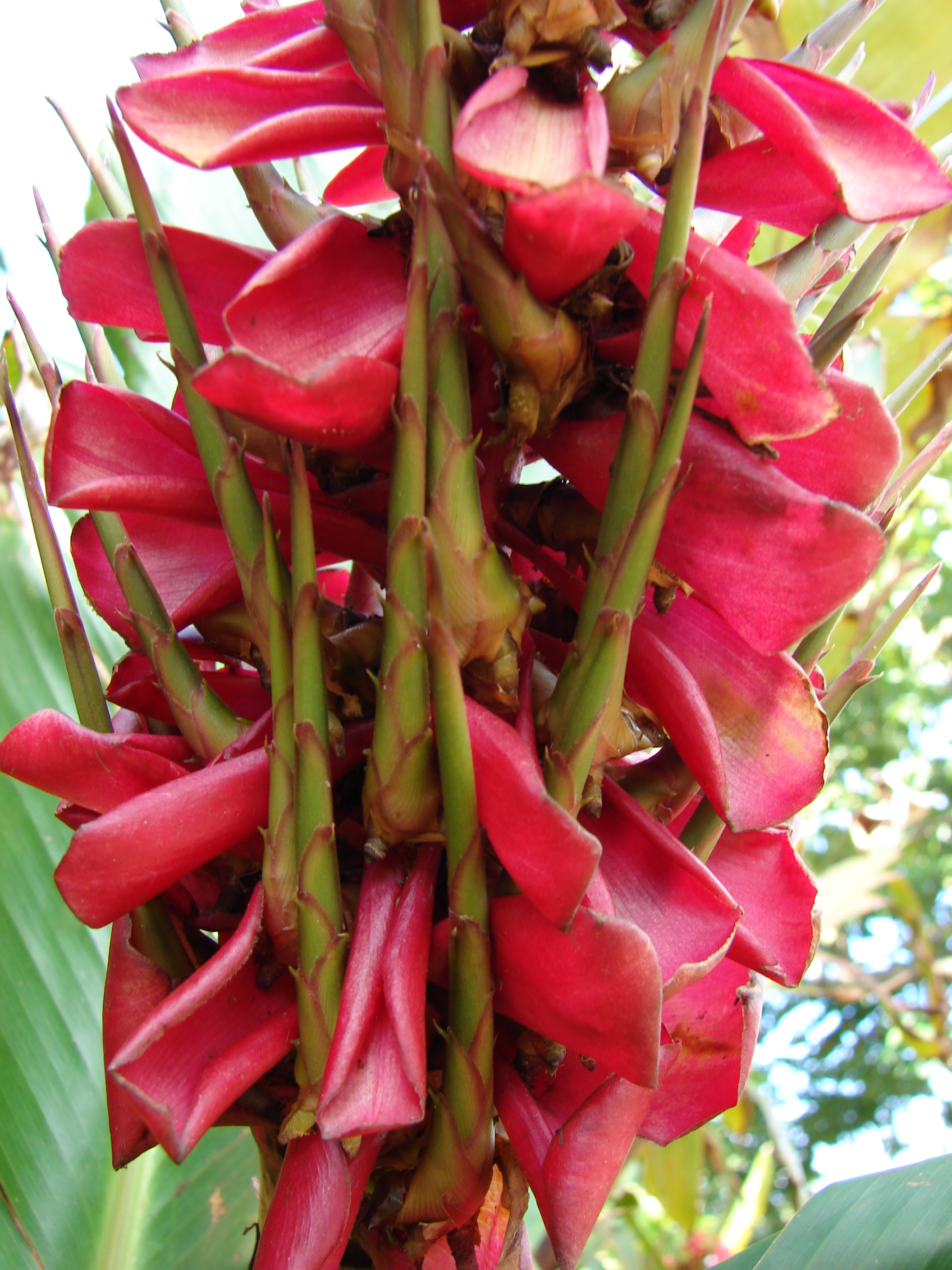